# Édouard Bisson
Pour les personnes ayant le même patronyme, voir Bisson.

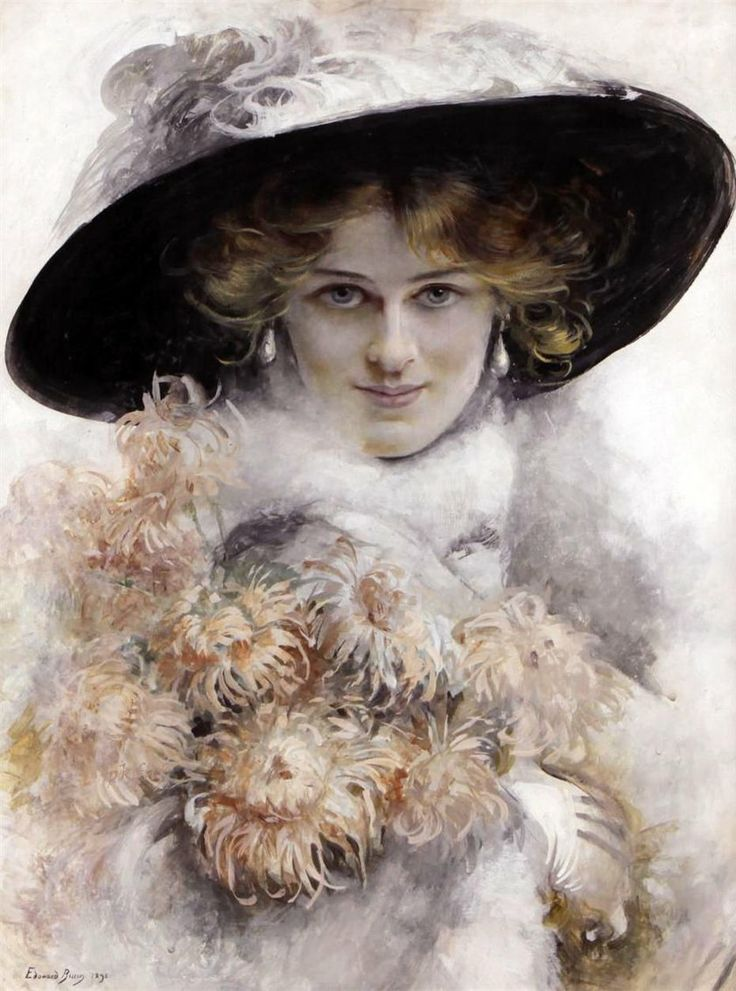
La dame au chapeau noir et au bouquet de fleur

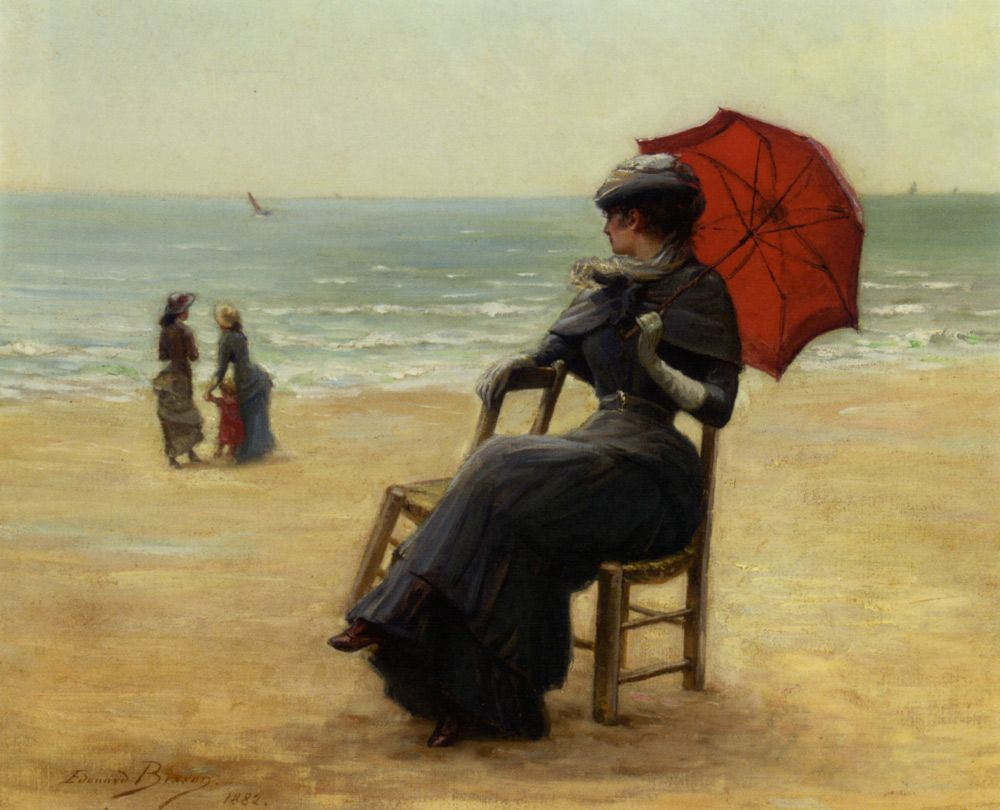
Assise au bord de mer

Édouard Louis Félix Bisson, né à Paris le 6 avril 1856 et mort à Orgeval le 18 juillet 1945, est un peintre français, surtout portraitiste et spécialiste de scènes de genres. Il est représentatif du style pompier fin de siècle.

## Biographie
Bisson est l'élève de Gérôme. Il expose régulièrement au salon des artistes français, en particulier des figures féminines dans le goût académique de l'époque. Il est gratifié de la mention honorable en 1881 et en 1889 et d'une médaille de troisième classe en 1897. Il reçoit une médaille de bronze pour l'exposition universelle de 1900 à Paris. Ses toiles sont souvent représentées par des gravures et par la presse de l'époque.
Il épouse le 5 août 1899 l'artiste peintre Frédérique Heyne, connue sous le nom de Frédérique Vallet-Bisson, à la mairie du premier arrondissement de Paris.
Il devient chevalier de la Légion d'honneur en 1908.
Bisson expose régulièrement jusqu'à sa mort en 1945, développant son interprétation personnelle de la beauté féminine, à l'écart des nouveaux courants.

## Quelques œuvres
- Contes du vieux berger, HST (exposée au salon de 1899)
- L'Été, 1909, figure féminine, HST, 159 × 127
- La Cigale, figure féminine, HST
- Le Retour du printemps, figure féminine entourée de papillons
- La Caresse de l'été, figure féminine, HST, 73,7 × 50
- Premières fleurs du printemps, figure féminine, HST, 26 × 18
- Élégante à l'ombrelle, HSB, 46 × 32
- Portrait d'une élégante, HST, 1892 (vente France, 2009)
- Portrait de femme au bouquet, HST, 1898 (vente France, 2006)
- Basse cour au bord de la rivière, HST (vente France, 2005)
- Jeune femme préparant un vase de fleurs, HST, 1898 (vente France, 2004)
- Allégorie de l'amour, HST (vente France, 2003)
- Déesses dansant sur le Mont Olympe, HST, 1902 (vente Grande-Bretagne, 2003)
- Les Fleurs du matin, HST, 1903 (vente États-Unis, 1996)

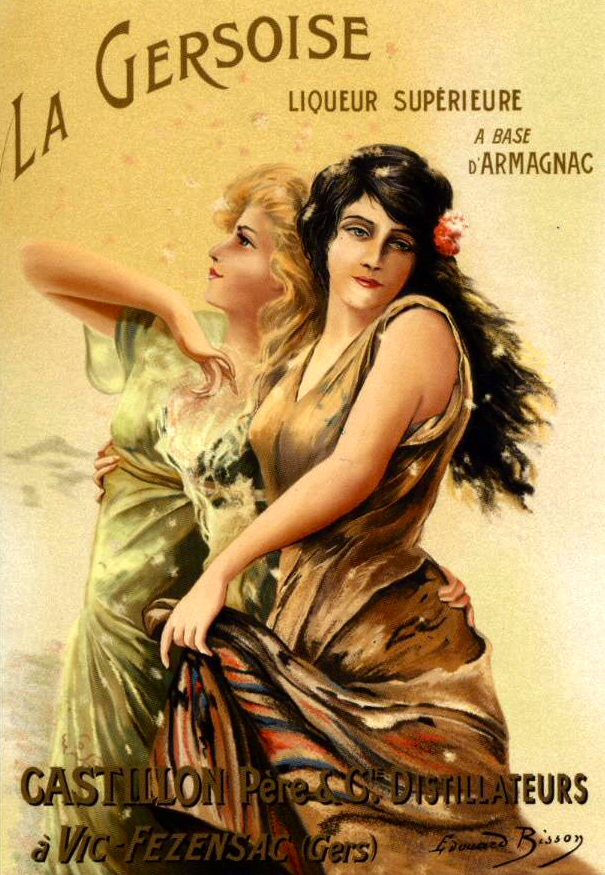
Affiche publicitaire pour la liqueur La Gersoise
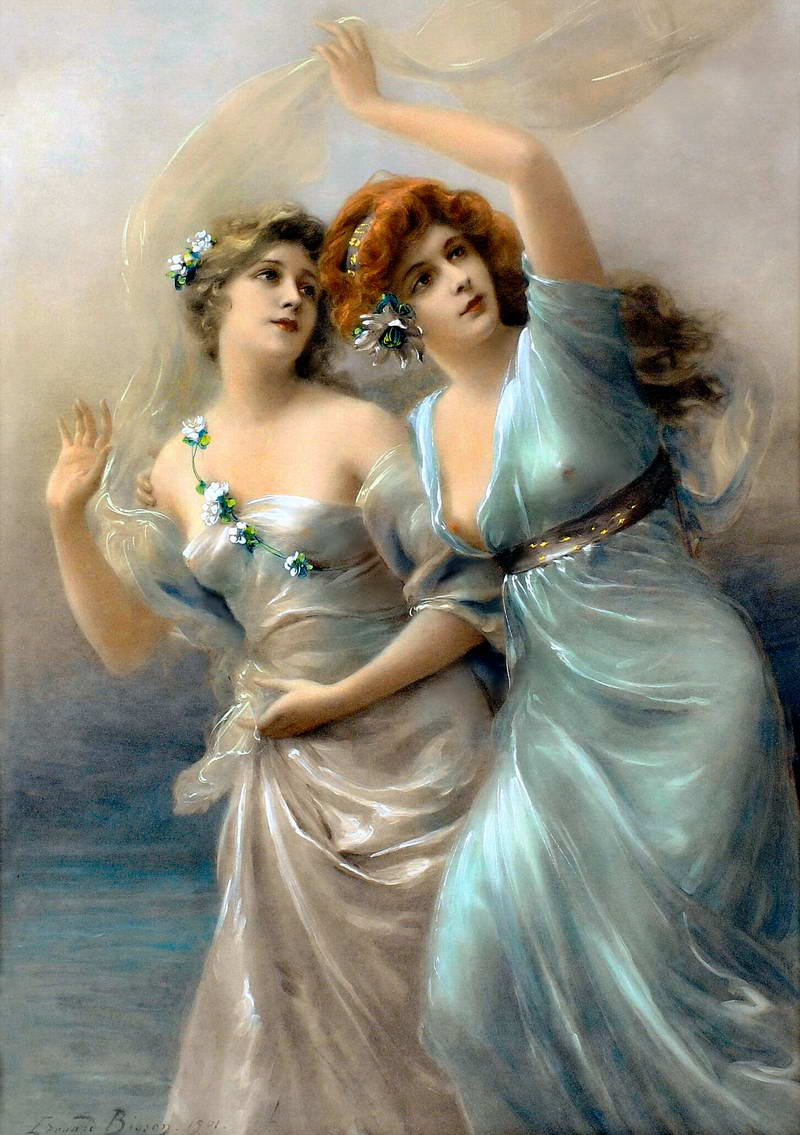
Les messagères de l'Amour

## Sources
1. ↑  Archives des Yvelines, tables de l'enregistrement de Poissy/Tables des successions et absences 1944-1947, vue 48 / 518
2. ↑  Archives de Paris, acte de mariage n°418 du 05/08/1899 au 1er arrt, vue 18 / 31
3. ↑  Archives nationales, dossier de Légion d'honneur, consultable en ligne

- Bénézit